# San Martino di Castrozza
San Martino di Castrozza (historisch Duits: Sankt Martin am Sismunthbach genoemd) is een toeristische plaats (frazione) in de Italiaanse gemeente Siror, provincie Trente. De plaats ligt ten westen van de Palagroep.

## Sport
San Martino di Castrozza was vier keer aankomstplaats van een rit in de wielerkoers Ronde van Italië.
De ritwinnaars in San Martino di Castrozza zijn:
- 1954: Wout Wagtmans
- 1982: Vicente Belda
- 2009: Stefano Garzelli  na diskwalificatie Danilo Di Luca
- 2019: Esteban Chaves

## Overview

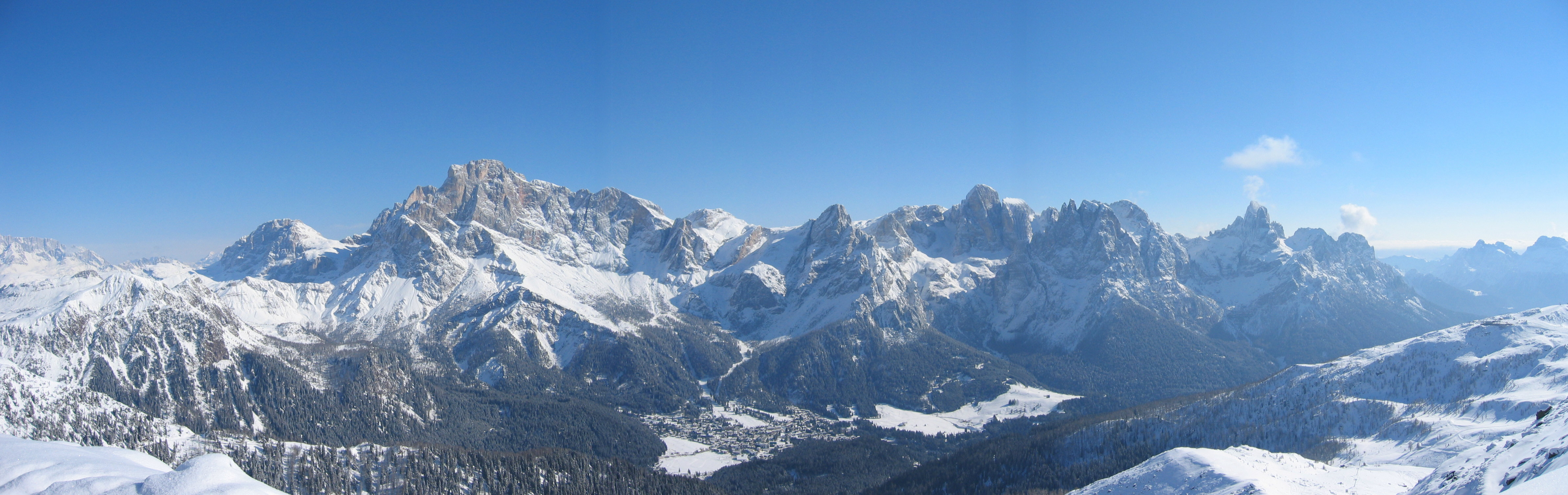
San Martino di Castrozza